# SMC 018136

imagen de SMC 18136 de fondo con la Pequeña Nube de Magallanes

SMC 18136 o PMMR 37 es una estrella supergigante roja, se encuentra en la constelación de Tucana,en la Pequeña Nube de Magallanes, a unos 200,000 Años luz del Sol, varia de tipo espectral K4Iab a M0Iab, posee una magnitud visual de 11.71, una velocidad radial de 185.7km/s,una luminosidad de 215,000 veces mayor, una temperatura de 3580K y un radio de 1310 veces más grande que el Sol,si estuviera en lugar del Sol estaría a un cuarto de distancia entre las orbitas de Júpiter y Saturno.